# Тарумовка (Дагестан)
Тару́мовка — село в Тарумовском районе Дагестана. Административный центр Тарумовского района. Образует сельское поселение село Тарумовка как единственный населённый пункт в его составе.

## География
Расположено на трассе Махачкала — Астрахань. В 175 км от города Махачкала. Ближайшая железнодорожная станция — Карабаглы (в 13 км от села).

## История
В 1782 году правительство Екатерины II опубликовало указ, который разрешал заселение Ставрополья, и земель между Кумой и Тереком, как путем переселения сюда государственных крестьян, так и путем раздачи наделов помещикам «под насаждения и заведения, климату здешнему свойственных».
Село основано в 1786 году астраханским прокурором Андреем Тарумовым, который поселил крестьян на выделенных ему землях. В честь него село и получило своё название. Крестьяне занимались рыбной ловлей в реках Средняя, Беловая и Прорва, виноградарством и шелководством.
На 1789 год село входило в Кизлярский уезд.
В 1856 году была построена церковь святого Андрея Первозванного, при ней имелась церковно-приходская школа, мелочные лавки.
Андрей Тарумов, «посадив» на землю крепостных крестьян, не только «осветил» в истории её своим именем, но и создал большое рентабельное помещичье хозяйство.

## Население
| 1789  | 1889  | 1914  | 1926  | 1959  | 1970  | 1979  | 1989  | 2002  |
| ----- | ----- | ----- | ----- | ----- | ----- | ----- | ----- | ----- |
| 54    | ↗778  | ↗1424 | ↗1495 | ↗2992 | ↘2829 | ↗3124 | ↗4326 | ↗4899 |
| 2010  | 2012  | 2013  | 2014  | 2015  | 2016  | 2017  | 2018  | 2019  |
| ↗5372 | ↗5443 | ↗5467 | ↗5516 | ↗5617 | ↗5713 | ↗5874 | ↗5986 | ↗6072 |
| 2020  | 2021  | 2023  | 2024  | 2025  |       |       |       |       |
| ↗6128 | ↗6537 | ↗6643 | ↘6619 | ↗6743 |       |       |       |       |

До середины 80-х годов основным населением села были русские. Но в связи с большим притоком переселенцев с горных районов республики и оттоком русскоязычного населения из района, произошла перестройка национального состава села.
Национальный состав
По данным Всесоюзной переписи населения 1926 года:
| № | Национальность | Численность, чел. | Доля   |
| - | -------------- | ----------------- | ------ |
| 1 | русские        | 1479              | 98,9 % |
| 2 | армяне         | 11                | 0,7 %  |
| 3 | цыгане         | 5                 | 0,4 %  |

По данным Всероссийской переписи населения 2010 года:
| Народ         | Численность, чел. | Доля от всего населения, % |
| ------------- | ----------------- | -------------------------- |
| аварцы        | 1 799             | 33,5 %                     |
| русские       | 1 361             | 25,3 %                     |
| даргинцы      | 1 171             | 21,8 %                     |
| лезгины       | 207               | 3,9 %                      |
| лакцы         | 190               | 3,5 %                      |
| азербайджанцы | 148               | 2,8 %                      |
| кумыки        | 101               | 1,9 %                      |
| другие        | 395               | 7,3 %                      |
| всего         | 5 372             | 100 %                      |

## Религия
Христианство
- Церковь в честь Апостола Андрея Первозванного (построена в 1856 году)

Ислам
- 2 мечети.